# Килимок для миші

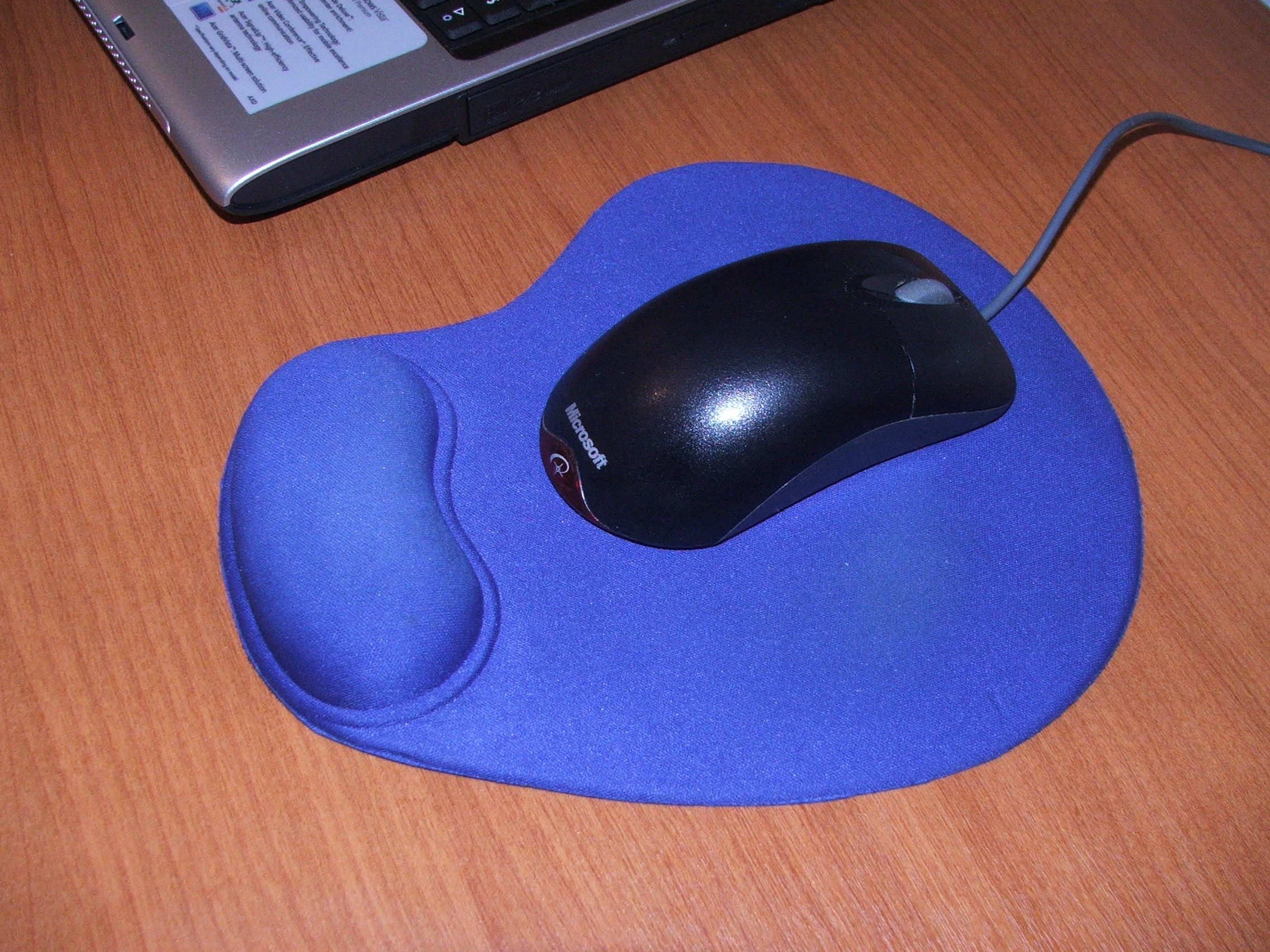
Сучасна варіація килимка

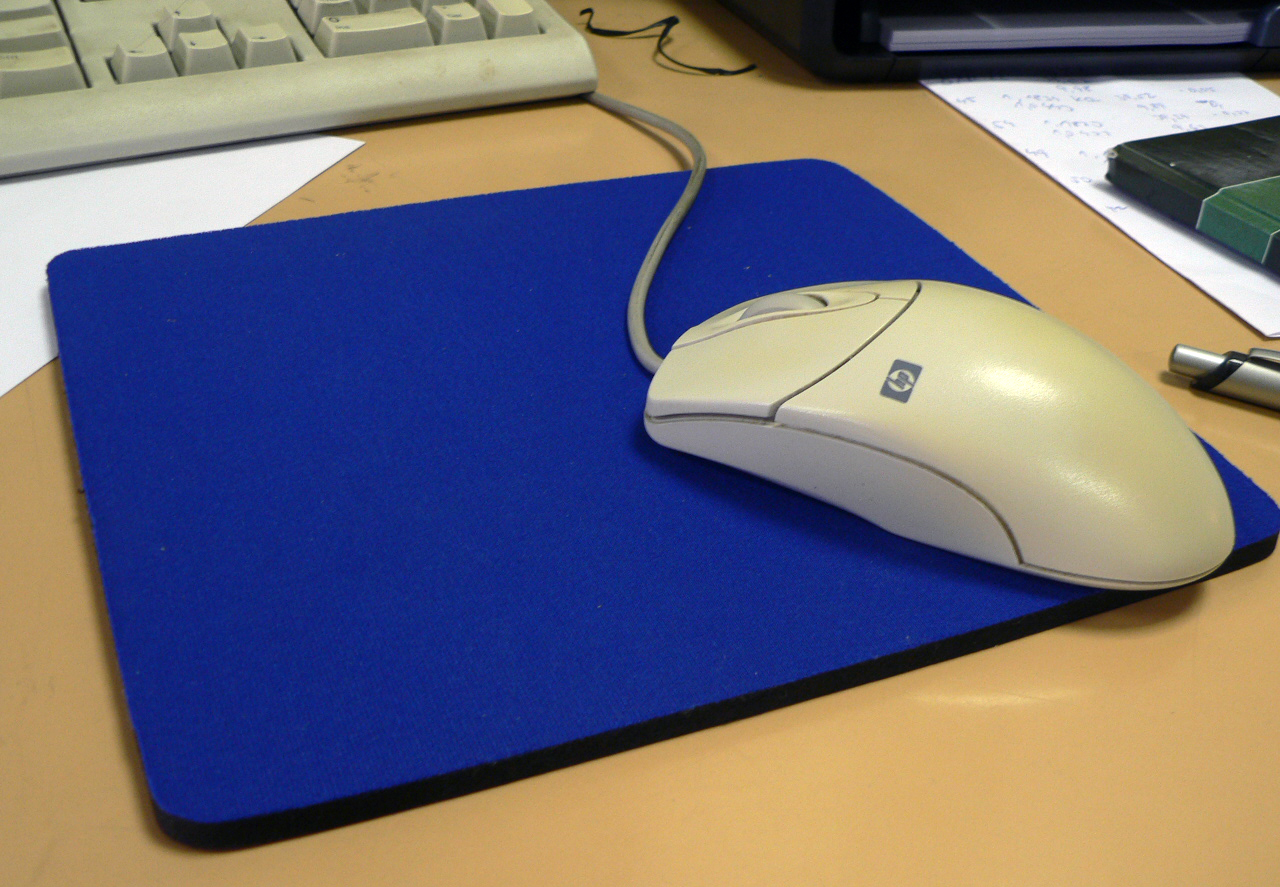
Класичний вигляд килимка

Килимок для миші (англ. mousepad, mouse mat) — робоча поверхня для маніпулятора типу «миша».
Килимок для маніпулятора «миші» був цілеспрямовано запропонований для механічних і ранніх оптичних комп'ютерних мишей, технологічна конструкція яких, могла адекватно працювати лише за наявності спеціального килимка, котрий забезпечував відсутність ковзання нижньої поверхні миші по підготовленій поверхні й відсутність бликів (для оптичних мишей). Наразі сучасні комп'ютерні миші дозволяють без будь-яких перешкод працювати й без таких килимків. Сьогодні килимки для мишей дедалі більше грають роль модного аксесуара, ніж виконують свою первісну функцію. Багато користувачів оптичних мишок вважають килим принципово непотрібним і обирають або стіл, або аркуш паперу, або дешеве покриття. Однак від якості поверхні не менше, ніж від якості миші, залежить точність позиціювання курсора, м'якість ходу, легкість рухів і, зрештою, задоволення від роботи. Останнє буває особливо важливо для комп'ютерних ігор, роботи з офісними та дизайнерськими додатками. Для механічних мишок (нині практично вийшли з обігу) килимок більш необхідний, ніж для оптичних, оскільки на більшості поверхонь, на яких оптична миша працює без проблем, кулька механічної миші прослизає.
Зазвичай килимки мають одну робочу поверхню, але бувають і винятки.